# Шведов, Андрей Владимирович
Андре́й Влади́мирович Шве́дов (род. 5 ноября 1957, Москва) — российский дипломат. Чрезвычайный и полномочный посол (2018).

## Биография
В 1980 году окончил МГИМО и поступил на дипломатическую службу.
В 1980—1985 годах и 1990—1995 годах работал в Посольстве Российской Федерации во Франции.
В 1997—2002 годах — советник-посланник Посольства Российской Федерации в Болгарии.
В 2002—2003 годах — заместитель директора Департамента кадров МИД России.
В 2003—2004 годах — заместитель директора Первого европейского департамента МИД России.
В 2004—2008 годах — советник-посланник Посольства Российской Федерации в Испании.
С октября 2008 по 3 февраля 2014 года — заместитель директора Первого департамента стран СНГ МИД России.
С 3 февраля 2014 по 17 августа 2018 года — постоянный представитель Российской Федерации при уставных и других органах СНГ в Минске, Республика Беларусь.
С 21 февраля 2019 года — постоянный и полномочный представитель Российской Федерации при Организации Договора о коллективной безопасности.

## Награды
- Медаль ордена «За заслуги перед Отечеством» II степени (10 сентября 2017) — за большой вклад в реализацию внешнеполитического курса Российской Федерации[4].
- Благодарность президента Российской Федерации (13 декабря 2011) — за большой вклад в реализацию внешнеполитического курса Российской Федерации и многолетнюю добросовестную работу[5]
- Почётный работник Министерства иностранных дел Российской Федерации (2013).
- Почётная грамота Министерства иностранных дел Российской Федерации (2007)
- Медаль «Участнику чрезвычайных гуманитарных операций» (2013)

## Дипломатический ранг
- Чрезвычайный и полномочный посланник 2 класса (20 августа 2004)[6].
- Чрезвычайный и полномочный посланник 1 класса (29 мая 2015)[7].
- Чрезвычайный и полномочный посол (13 июня 2018)[8]